# Tripteroides melanesiensis
Tripteroides melanesiensis är en tvåvingeart som beskrevs av John Nicholas Belkin 1955. Tripteroides melanesiensis ingår i släktet Tripteroides och familjen stickmyggor. Inga underarter finns listade i Catalogue of Life.